# Paredes de Coura e Resende
Paredes de Coura e Resende (oficialmente: União das Freguesias de Paredes de Coura e Resende) é uma freguesia portuguesa do município de Paredes de Coura, com 5,84 km² de área e 2011 habitantes (censo de 2021). A sua densidade populacional é 344,3 hab./km².

## História
Foi criada aquando da reorganização administrativa de 2012/2013, resultando da agregação das antigas freguesias de Paredes de Coura e Resende.

## Demografia
A população registada nos censos foi:
| Distribuição da População por Grupos Etários | Distribuição da População por Grupos Etários | Distribuição da População por Grupos Etários | Distribuição da População por Grupos Etários | Distribuição da População por Grupos Etários | Distribuição da População por Grupos Etários |
| -------------------------------------------- | -------------------------------------------- | -------------------------------------------- | -------------------------------------------- | -------------------------------------------- | -------------------------------------------- |
| Antes da agregação                           |                                              |                                              |                                              |                                              |                                              |
| Ano                                          | 0-14 anos                                    | 15-24 anos                                   | 25-64 anos                                   | >= 65 anos                                   | Total                                        |
| 2001                                         | 278                                          | 265                                          | 1066                                         | 416                                          | 2025                                         |
| 2011                                         | 315                                          | 247                                          | 1114                                         | 423                                          | 2099                                         |
| Após a agregação                             |                                              |                                              |                                              |                                              |                                              |
| Ano                                          | 0-14 anos                                    | 15-24 anos                                   | 25-64 anos                                   | >= 65 anos                                   | Total                                        |
| 2021                                         | 244                                          | 211                                          | 1033                                         | 523                                          | 2011                                         |